# Кодаківська сільська рада
| Кодаківська сільська рада — орган місцевого самоврядування у Васильківському районі Київської області з адміністративним центром у с. Кодаки. Сільській раді підпорядковані населені пункти: - с. Кодаки |

## Склад ради
Рада складається з 16 депутатів та голови.

### Керівний склад ради
| ПІБ                             | Основні відомості                                                         | Дата обрання | Дата звільнення |
| ------------------------------- | ------------------------------------------------------------------------- | ------------ | --------------- |
| Карнасевич Полікарп Казимірович | Сільський голова, 1951 року народження, освіта, безпартійний              | 26.03.2006   | 31.10.2010      |
| Козік Олег Анатолійович         | Сільський голова, 1968 року народження, освіта вища, член Партії регіонів | 31.10.2010   | 15.12.2013      |
| Кузьменко Яна Іванівна          | Сільський голова, 1985 року народження, освіта вища, позапартійна         | 15.12.2013   |                 |

Примітка: таблиця складена за даними джерела